# Sloveense parlementsverkiezingen 2022
Op 24 april 2022 werden in Slovenië parlementsverkiezingen gehouden om alle leden van de Nationale Assemblee te kiezen.
De regerende Sloveense Democratische Partij (SDS), geleid door premier Janez Janša, werd verslagen door Robert Golob en zijn Vrijheidsbeweging (GS). Nieuw Slovenië (NS) werd derde en werd gevolgd door de Sociaaldemocraten (SD) en Levica, die beide wat verlies leden.De lijst van Marjan Šarec en de Partij van Alenka Bratušek daalde onder de kiesdrempel van 4% en behaalde geen zetels. De opkomst bedroeg 70%, een forse stijging ten opzichte van de vorige twee verkiezingen (52,63% in 2018 en 51,71% in 2014).
Internationaal zijn de verkiezingen beschreven als een nederlaag voor Janša en het rechtse populisme, waarbij Janša een aanhanger is van de voormalige Amerikaanse president Donald Trump en een bondgenoot van de Hongaarse premier Viktor Orbán.

## Kiesstelsel
De 90 leden van de Nationale Assemblee worden op twee manieren gekozen. 88 worden gekozen door een evenredige vertegenwoordiging in acht kiesdistricten met elk 11 zetels. Zetels worden toegewezen aan de partijen op het met behulp van het Droop-quotum. De gekozen afgevaardigden worden geïdentificeerd door alle kandidaten van een partij in een kiesdistrict te rangschikken op basis van het percentage stemmen dat ze in hun district hebben gekregen. De zetels die niet zijn toegewezen, worden op nationaal niveau aan de partijen toegewezen volgens de D'Hondt-methode met een kiesdrempel van 4%. Hoewel het land is verdeeld in 88 kiesdistricten, worden de afgevaardigden niet uit alle 88 districten gekozen. In sommige districten wordt meer dan één afgevaardigde gekozen, wat ertoe leidt dat sommige districten geen gekozen afgevaardigden hebben (21 van de 88 kiesdistricten hadden bijvoorbeeld geen gekozen afgevaardigden bij de verkiezingen van 2014). Partijen moeten ten minste 35% van hun lijsten van elk geslacht hebben, behalve in gevallen waarin er slechts drie kandidaten zijn. Voor deze lijsten moet er van elk geslacht minimaal één kandidaat zijn.
Twee extra afgevaardigden worden gekozen door de Italiaanse en Hongaarse minderheden. Kiezers rangschikken alle kandidaten op het stembiljet met cijfers (1 is de hoogste prioriteit). Een kandidaat krijgt de meeste punten wanneer een kiezer hen als eerste rangschikt. De kandidaat met de meeste punten wint.

## Resultaten
| Partij            | Partij                                                | Leider                   | Stemmen   | Percentage | zetels | Verschil |
| ----------------- | ----------------------------------------------------- | ------------------------ | --------- | ---------- | ------ | -------- |
|                   | Vrijheidsbeweging                                     | Robert Golob             | 407.935   | 34,50%     | 41     | 41       |
|                   | Sloveense Democratische Partij                        | Janez Janša              | 278.114   | 23,52%     | 27     | 2        |
|                   | Nieuw Slovenië                                        | Matej Tonin              | 81.296    | 6,87%      | 8      | 1        |
|                   | Sociaaldemocraten                                     | Tanja Fajon              | 78.766    | 6,66%      | 6      | 3        |
|                   | Levica (Slovenië)                                     | Luka Mesec               | 52.329    | 4,43%      | 5      | 4        |
|                   | Lijst Marjan Šarec                                    | Marjan Šarec             | 44.053    | 3,73%      | 0      | 13       |
|                   | Laten we Slovenië verbinden                           | Zdravko Počivalšek       | 40.340    | 3,41%      | 0      | 10       |
|                   | Partij van Alenka Bratušek                            | Alenka Bratušek          | 30.882    | 2,61%      | 0      | 5        |
|                   | Sloveense Nationale Partij                            | Zmago Jelinčič Plemeniti | 17.626    | 1,49%      | 0      | 4        |
|                   | Democratische Partij van Gepensioneerden van Slovenië | Ljubo Jasnič             | 7.594     | 0,64%      | 0      | 5        |
| Overige partijen  | Overige partijen                                      | Overige partijen         | 143.582   | 11.22%     | 2      |          |
| Blanco / ongeldig | Blanco / ongeldig                                     | Blanco / ongeldig        | 10.928    | 0,92%      |        |          |
| Totaal            | Totaal                                                | Totaal                   | 1.193.445 | 100%       | 90     |          |